# 1966 w nauce

## Nauki przyrodnicze i ścisłe

### Astronomia
- Richard Tousey – Nagroda Henry Norris Russell Lectureship przyznawana przez American Astronomical Society

### Matematyka
- udowodnienie twierdzenia Dieudonnégo

## Nagrody Nobla
- Fizyka – Alfred Kastler
- Chemia – Robert S. Mulliken
- Medycyna – Francis Peyton Rous, Charles Brenton Huggins